# The Game Awards 2016
I The Game Awards 2016 si sono svolti presso il Microsoft Theatre di Los Angeles, il 1º dicembre 2016. L'evento è stato trasmesso in streaming su diversi siti di video sharing, per la prima volta anche al pubblico in Cina. All'evento, Overwatch ha vinto il premio Gioco dell'anno, Blizzard Entertainment ha vinto il premio per la "Miglior direzione videoludica", mentre Uncharted 4: Fine di un ladro ha vinto il premio come "Miglior narrativa".
Inoltre, il noto game director Giapponese, Hideo Kojima, ha potuto ricevere a titolo onorario il premio "Icona dell'industria".

## Broadcasting, anteprime e audience
La trasmissione di questa edizione dei The Game Awards è iniziata il 1º dicembre 2016 alle 17:30 PST su diversi siti di video sharing, tra cui YouTube e Twitch.tv, nonché sui servivzi dedicati di Xbox Live, PlayStation Network e Steam. Per la prima volta, lo stream dell'evento su YouTube incluse opzioni per realtà virtuale e risoluzione 4K. Keighley e gli altri organizzatori dell'evento hanno collaborato con Tencent QQ per far sì che lo spettacolo fosse trasmesso in streaming e tradotto per i telespettatori cinesi che utilizzavano i client "QQ" e WeChat di Tencent e per partecipare alle votazioni dei premi scelti dai fan; i due servizi combinati avrebbero avuto un potenziale di oltre 1.5 miliardi di spettatori aggiuntivi. Keighley ha rivelato che, con l'abolizione del divieto delle console da gioco, la Cina è diventato uno dei mercati in più rapida crescita per i videogiochi e l'accordo con Tencent fu niente meno che un esperimento per registrate l'afflusso di spettatori cinesi alla trasmissione della cerimonia.
Keighley ha ospitato e diretto l'evento dal vivo al Microsoft Theater di Los Angeles. Alla cerminonia erano presenti anche esibizioni dal vivo dei Run the Jewels, il compositore della colonna sonora di Doom, Mick Gordon e Rae Sremmurd.
All'evento vennero mostrati nuovi video di gameplay per diversi giochi in dirittura d'arrivo. Prima della cerimonia, Keighley dichiarò che lo show avrebbe avuto meno enfasi sui trailer in computer-generated imagery (CGI) e di più sui filmati in-game, per contrastare l'effetto scatenato dal marketing fuorviante di No Man's Sky all'inizio dell'anno. Tra i giochi mostrati durante la trasmissione vi furono Mass Effect: Andromeda, The Walking Dead: A New Frontier, Prey, The Legend of Zelda: Breath of the Wild, Shovel Knight: Spectre of Torment, Halo Wars 2, Death Stranding di Hideo Kojima, Dauntless di Phoenix Labs, l'edizione restaurata di Bulletstorm, Guardians of the Galaxy: The Telltale Series, LawBreakers, Warframe  e una clip del film Assassin's Creed.
Grazie aIl'estensione del broadcasting in Asia, l'evento ha visto un'impennata dell'audience a circa 3,8 milioni di spettatori, superando così di un netto 65% i risultati ottenuti con la seconda edizione della cerimonia. L'evento del 2016 è famoso per la sua sponsorizzazione del rasoio "Schick". "Hydrobot", un buffo robot umanoide con una testa a rasoio, è apparso durante lo spettacolo e ha posato con Hideo Kojima ed è diventato un meme di Internet. La sponsorizzazione è stata criticata.

## Candidati e vincitori
Le candidature per i The Game Awards 2016 vennero rivelate il 16 novembre 2016. I videogiochi candidati avrebbero dovuto avere una data di pubblicazione non successiva al 24 novembre dello stesso anno per essere in lista. Il 21 novembre, i The Game Awards hanno squalificato il remake amatoriale AM2R – opera di restauro non ufficiale di Metroid II: Return of Samus –  e il progetto Pokémon Uranium dalla categoria "Miglior creazione dei fan". Prima dell'evento, il produttore Keighley ha approfondito la situazione al riguardo e ha spiegato che le due opere amatoriali non sono mai state ufficialmente approvate da Nintendo, che detiene i diritti sulla proprietà intellettuale di entrambi i giochi, portando quindi i due titoli ad essere esclusi dalla cerimonia.
Quasi tutti i vincitori vennero annunciati durante la cerimonia, il 1º dicembre 2016, con l'eccezione della categoria "Miglior creazione dei fan". I vincitori sono evidenziati in grassetto.

### Votati dalla giuria
| Videogioco dell'anno | Miglior direzione videoludica |
| --- | --- |
| - Overwatch – sviluppato da Blizzard Entertainment - Doom – sviluppato da id Software - Inside – sviluppato da Playdead - Titanfall 2 – sviluppato da Respawn Entertainment - Uncharted 4: Fine di un ladro – sviluppato da Naughty Dog                                                                      | - Blizzard Entertainment - EA DICE - id Software - Naughty Dog - Respawn Entertainment |
| Miglior narrativa | Miglior direzione artistica |
| - Uncharted 4: Fine di un ladro – scritto da Neil Druckmann e Josh Scherr - Firewatch – scritto da Olly Moss, Chris Remo, Jake Rodkin e Sean Vanaman - Inside – scritto da Laurids Binderup - Mafia III – scritto da Bill Harms - Oxenfree – scritto da Adam Hines                                           | - Inside – sviluppato da Playdead - Abzû – sviluppato da Giant Squid - Firewatch – sviluppato da Campo Santo - Overwatch – sviluppato da Blizzard Entertainment - Uncharted 4: Fine di un ladro – sviluppato da Naughty Dog |
| Miglior colonna sonora/montaggio sonoro | Miglior interpretazione |
| - Doom – realizzata da Mick Gordon - Battlefield 1 – realizzata da Patrik Andrén e Johan Söderqvist - Inside – realizzata da Martin Stig Andersen e Søs Gunver Ryberg - Rez Infinite – sviluppato da United Game Artists - Thumper – sviluppato da Drool                                                     | - Nolan North interprete di "Nathan Drake" – in Uncharted 4: Fine di un ladro - Alex Hernandez interprete di "Lincoln Clay" – in Mafia III - Cissy Jones interprete di "Delilah" – in Firewatch - Emily Rose interprete di "Elena Fisher" – in Uncharted 4: Fine di un ladro - Rich Sommer interprete di "Henry" – in Firewatch - Troy Baker interprete di "Sam Drake" – in Uncharted 4: Fine di un ladro |
| Games for Impact | Miglior videogioco indipendente |
| - That Dragon, Cancer – sviluppato da Numinous Games - Block’hood – sviluppato da Plethora Project - Orwell – sviluppato da Osmotic - Sea Hero Quest – sviluppato da Glitchers - 1979 Revolution: Black Friday – sviluppato da iNK Stories                                                                   | - Inside – sviluppato da Playdead - Firewatch – sviluppato da Campo Santo - Hyper Light Drifter – sviluppato da Heart Machine - Stardew Valley – sviluppato da ConcernedApe - The Witness – sviluppato da Thekla, Inc. |
| Miglior videogioco portatile/mobile | Miglior videogioco VR |
| - Pokémon Go – sviluppato da Niantic - Clash Royale – sviluppato da Supercell - Fire Emblem: Fates – sviluppato da Intelligent Systems - Monster Hunter Generations – sviluppato da Capcom - Severed – sviluppato da DrinkBox Studios                                                                        | - Rez Infinite – sviluppato da United Game Artists - Batman: Arkham VR – sviluppato da Rocksteady Studios - Eve: Valkyrie – sviluppato da CCP Games - Job Simulator – sviluppato da Owlchemy Labs - Thumper – sviluppato da Drool |
| Miglior videogioco d'azione | Miglior videogioco d'avventura dinamica |
| - Doom – sviluppato da id Software - Battlefield 1 – sviluppato da EA DICE - Gears of War 4 – sviluppato da The Coalition - Overwatch – sviluppato da Blizzard Entertainment - Titanfall 2 – sviluppato da Respawn Entertainment                                                                             | - Dishonored 2 – sviluppato da Arkane Studios - Hitman – sviluppato da IO Interactive - Hyper Light Drifter – sviluppato da Heart Machine - Ratchet & Clank – sviluppato da Insomniac Games - Uncharted 4: Fine di un ladro – sviluppato da Naughty Dog |
| Miglior videogioco di ruolo | Miglior videogioco picchiaduro |
| - The Witcher 3: Wild Hunt – Blood and Wine – sviluppato da CD Projekt RED - Dark Souls III – sviluppato da FromSoftware - Deus Ex: Mankind Divided – sviluppato da Eidos Montréal - World of Warcraft: Legion – sviluppato da Blizzard Entertainment - Xenoblade Chronicles X – sviluppato da Monolith Soft | - Street Fighter V – sviluppato da Capcom - Killer Instinct Season Three – sviluppato da Iron Galaxy - The King of Fighters XIV – sviluppato da SNK - Pokkén Tournament – sviluppato da Bandai Namco Studios |
| Miglior videogioco strategico | Miglior videogioco per famiglie |
| - Civilization VI – sviluppato da Firaxis Games - Fire Emblem: Fates – sviluppato da Intelligent Systems - The Banner Saga 2 – sviluppato da Stoic - Total War: Warhammer – sviluppato da The Creative Assembly - XCOM 2 – sviluppato da Firaxis Games                                                       | - Pokémon Go – sviluppato da Niantic - Dragon Quest Builders – sviluppato da Square Enix - LEGO Star Wars: Il risveglio della Forza – sviluppato da TT Fusion - Ratchet & Clank – sviluppato da Insomniac Games - Skylanders: Imaginators – sviluppato da Toys for Bob |
| Miglior videogioco sportivo/simulatore di guida | Miglior videogioco multigiocatore |
| - Forza Horizon 3 – sviluppato da Playground Games - FIFA 17 – sviluppato da EA Canada - MLB The Show 16 – sviluppato da SIE San Diego Studio - NBA 2K17 – sviluppato da Visual Concepts - Pro Evolution Soccer 2017 – sviluppato da PES Productions                                                         | - Overwatch – sviluppato da Blizzard Entertainment - Battlefield 1 – sviluppato da EA DICE - Gears of War 4 – sviluppato da The Coalition - Overcooked – sviluppato da Ghost Town Games - Titanfall 2 – sviluppato da Respawn Entertainment - Tom Clancy's Rainbow Six Siege – sviluppato da Ubisoft Montreal                                                                                             |

### Votati dai fan
| Videogioco più atteso | Trending Gamer |
| --- | --- |
| - The Legend of Zelda: Breath of the Wild – in sviluppo da Nintendo EPD - God of War – in sviluppo da SIE Santa Monica Studio - Horizon Zero Dawn – in sviluppo da Guerrilla Games - Mass Effect: Andromeda – in sviluppo da BioWare - Red Dead Redemption 2 – in sviluppo da Rockstar North | - Boogie2988 - AngryJoeShow - Danny O'Dwyer - JackSepticEye - Lirik |
| Miglior creazione dei fan | Giocatore di sport elettronici dell'anno |
| - Enderal: The Shards of Order - Brutal Doom 64 - AM2R - Pokémon Uranium | - Marcelo "Coldzera" David – Counter-Strike: Global Offensive - Lee "Faker" Sang-hyeok – League of Legends - Hyun "ByuN" Woo – StarCraft II - Lee "Infiltration" Seon-woo – Street Fighter V - Juan Debiedma – Super Smash Bros. Melee                                                  |
| Squadra di sport elettronici dell'anno | Videogioco di sport elettronici dell'anno |
| - Cloud9 - SK Telecom T1 - Wings Gaming - SK Gaming - ROX Tigers | - Overwatch – sviluppato da Blizzard Entertainment - Counter-Strike: Global Offensive – sviluppato da Hidden Path Entertainment e Valve Corporation - Dota 2 – sviluppato da Valve Corporation - League of Legends – sviluppato da Riot Games - Street Fighter V – sviluppato da Capcom |

### Premio onorario
| Icona dell'industria |
| -------------------- |
| - Hideo Kojima       |

## Videogiochi con più candidature e premi
| Candidature | Videogioco                    |
| ----------- | ----------------------------- |
| 8           | Uncharted 4: Fine di un ladro |
| 5           | Firewatch                     |
| 5           | Inside                        |
| 5           | Overwatch                     |
| 4           | Battlefield 1                 |
| 4           | Doom                          |
| 4           | Titanfall 2                   |
| 2           | Fire Emblem: Fates            |
| 2           | Gears of War 4                |
| 2           | Hyper Light Drifter           |
| 2           | Mafia III                     |
| 2           | Pokémon Go                    |
| 2           | Ratchet & Clank               |
| 2           | Rez Infinite                  |
| 2           | Street Fighter V              |
| 2           | Thumper                       |

| Premi | Videogioco                    |
| ----- | ----------------------------- |
| 3     | Overwatch                     |
| 2     | Doom                          |
| 2     | Inside                        |
| 2     | Pokémon Go                    |
| 2     | Uncharted 4: Fine di un ladro |

### Esplicative
1. ↑  Per "Games for Impact" si intende quei videogiochi dall'alto impatto emotivo o tematico, così da coinvolgere questioni legate alla società e al di fuori del medium videoludico.

1. ↑  Con "Tranding Gamer" si intende una figura d'intrattenimento legata ai videogiochi che durante l'anno ha mostrato e conosciuto un periodo di dirompente ascesa sul pubblico di Internet e nei social media.

1. 1 2  Candidato squalificato a causa di una segnalazione DMCA da parte di Nintendo.

### Fonti
1. ↑  (EN) How to watch The Game Awards on Thursday Night, su Polygon, 30 novembre 2016. URL consultato il 15 aprile 2018.
2. ↑  (EN) YouTube brings 4K resolution to its live-streams, even for 360-degree video, su Digital Trends, 30 novembre 2016. URL consultato il 15 aprile 2018.
3. ↑  (EN) The Game Awards just found an extra 1.5B viewers, su Polygon, 25 novembre 2016. URL consultato il 15 aprile 2018.
4. ↑  (EN) Run the Jewels to Perform at Game Awards, su The Game Awards, 25 novembre 2016. URL consultato il 15 aprile 2018 (archiviato dall'url originale il 28 novembre 2016).
5. ↑  (EN) thegameawards, Thursday night, don't miss the first live performance of @DOOM soundtrack @thegameawards, led by composer @Mick_Gordon and special guests! (Tweet), su X, 25 novembre 2016.
6. ↑  (EN) geoffkeighley, LIVE on #Periscope: Rehearsals for Game Awards (Tweet), su X, 30 novembre 2016.
7. ↑  (EN) The Game Awards will deliver more gameplay, less CGI thanks to No Man’s Sky, su Polygon, 17 novembre 2016. URL consultato il 15 aprile 2018.
8. ↑  (EN) First Mass Effect: Andromeda gameplay footage to be shown at The Game Awards 2016, su VG247, 7 novembre 2016. URL consultato il 15 aprile 2018.
9. ↑  (EN) 'The Walking Dead: The Telltale Series - A New Frontier' Premieres December 20th, su Telltale Games, 22 november2016. URL consultato il 15 aprile 2016 (archiviato dall'url originale il 23 novembre 2016).
10. ↑  (EN) Prey Gameplay Confirmed for The Game Awards 2016, su Gamerant, 28 novembre 2016. URL consultato il 15 aprile 2016.
11. ↑  (EN) The Legend of Zelda: Breath of the Wild "exclusive look" coming at The Game Awards 2016, su Nintendo Everything, 28 novembre 2016. URL consultato il 15 aprile 2018.
12. ↑  (EN) 'Shovel Knight: Specter of Torment' trailer puts the focus on Specter Knight, su Digital Trends, 2 dicembre 2016. URL consultato il 15 aprile 2018.
13. ↑  (EN) PlutonForEver, Can't wait to watch @thegameawards tonight to see our latest Halo Wars 2 trailer. (Tweet), su X, 1º dicembre 2016.
14. ↑  (EN) Kojima premieres new Death Stranding trailer at Game Awards, su Polygon, 1º dicembre 2016. URL consultato il 15 aprile 2018.
15. ↑  (EN) PhoenixLabs, We are proud to announce that we will be revealing our debut title at @thegameawards tonight. Tune in at 530 PST. (Tweet), su X.
16. ↑  (EN) Bulletstorm: Full Clip Edition Announced at The Game Awards, su Twinfinite, 1º dicembre 2016. URL consultato il 15 aprile 2018 (archiviato dall'url originale il 16 aprile 2018).
17. ↑  (EN) Telltale Announces Guardians of the Galaxy Adventure Game, su Kotaku, 1º dicembre 2016. URL consultato il 15 aprile 2018.
18. ↑  (EN) The Game Awards 2016: New LawBreakers gameplay trailer, su Fansided, 2016. URL consultato il 15 aprile 2016.
19. ↑  (EN) Attention Console Tenno! The War Within Coming in December - Warframe, su MMORPG.com, 1º dicembre 2016. URL consultato il 15 aprile 2018.
20. ↑  (EN) Assassin’s Creed Movie and VR Experience Coming, su The Game Awards, 22 novembre 2016. URL consultato il 15 aprile 2018 (archiviato dall'url originale il 23 novembre 2016).
21. ↑  (EN) The Game Awards audience up 65 percent to 3.8M, su Polygon, 6 dicembre 2016. URL consultato il 15 aprile 2018.
22. ↑  (EN) THE GAME AWARDS HAS MADE ITS PEACE WITH WHAT IT CAN AND CAN’T DO, su The Verge, 7 dicembre 2018. URL consultato il 6 ottobre 2021.
23. 1 2  (EN) Here are the nominees for The Game Awards 2016, su Polygon, 16 november 2016. URL consultato il 15 aprile 2018.
24. ↑  (EN) Why Fan-Made Games Like Pokemon Uranium Won't Be At The 2016 Game Awards, su CINEMABLEND, 27 novembre 2016. URL consultato il 15 aprile 2018.
25. ↑  (EN) Pokemon Uranium, AM2R Removed From The Game Award's "Best Fan Creation" List, su The Escapist, 21 novembre 2016. URL consultato il 15 aprile 2018 (archiviato dall'url originale il 21 novembre 2016).
26. ↑  (EN) Best Fan Creation’s Quiet Disappearance From The Game Awards Is Still a Mystery, su Twinfinite, 2 dicembre 2016. URL consultato il 15 aprile 2018.
27. ↑  (EN) The Game Awards: Here’s the full winners list, su Polygon, 1º dicembre 2016. URL consultato il 15 aprile 2018.
28. ↑  (EN) Blocked From Attending Last Year, Hideo Kojima to Receive Award Next Month, su GameSpot, 17 novembre 2017. URL consultato il 15 aprile 2018.